# دانشگاه اورال رابرتز
دانشگاه اورال رابرتز (انگلیسی: Oral Roberts University) دانشگاه خصوصی آمریکایی است.